# Phaonia fergusoni
Phaonia fergusoni este o specie de muște din genul Phaonia, familia Muscidae, descrisă de Malloch în anul 1924. Conform Catalogue of Life specia Phaonia fergusoni nu are subspecii cunoscute.